# Clidemia rubra
Clidemia rubra es un arbusto perenne perteneciente  a la familia  Melastomataceae. Es originaria de América.

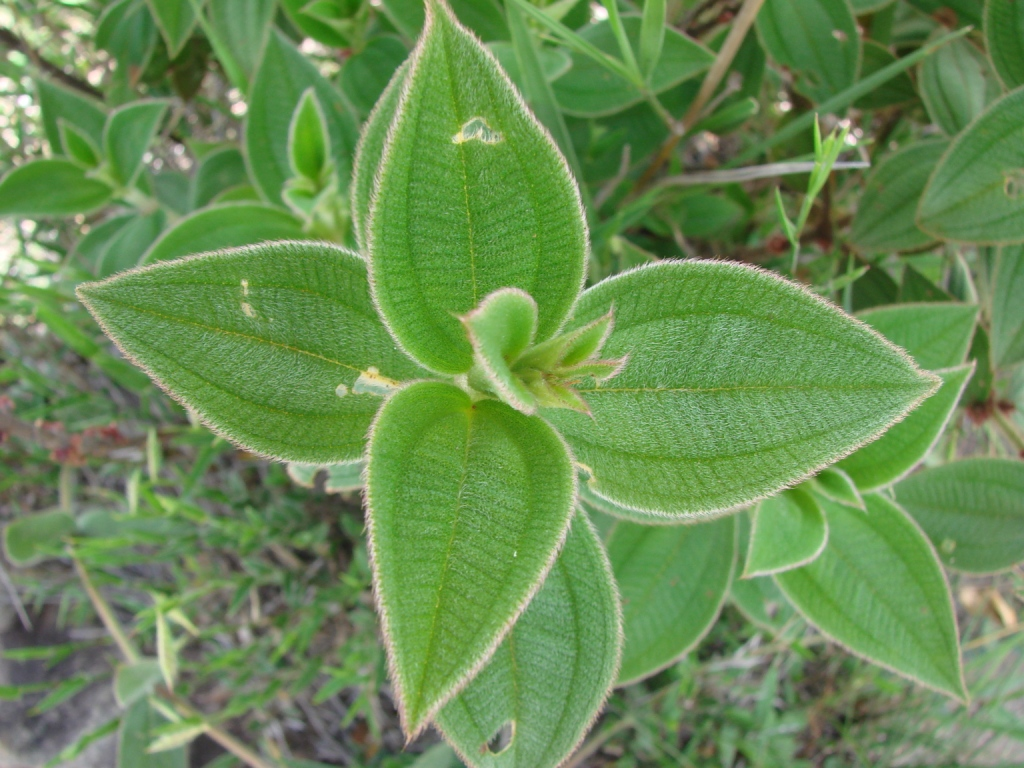
Hojas

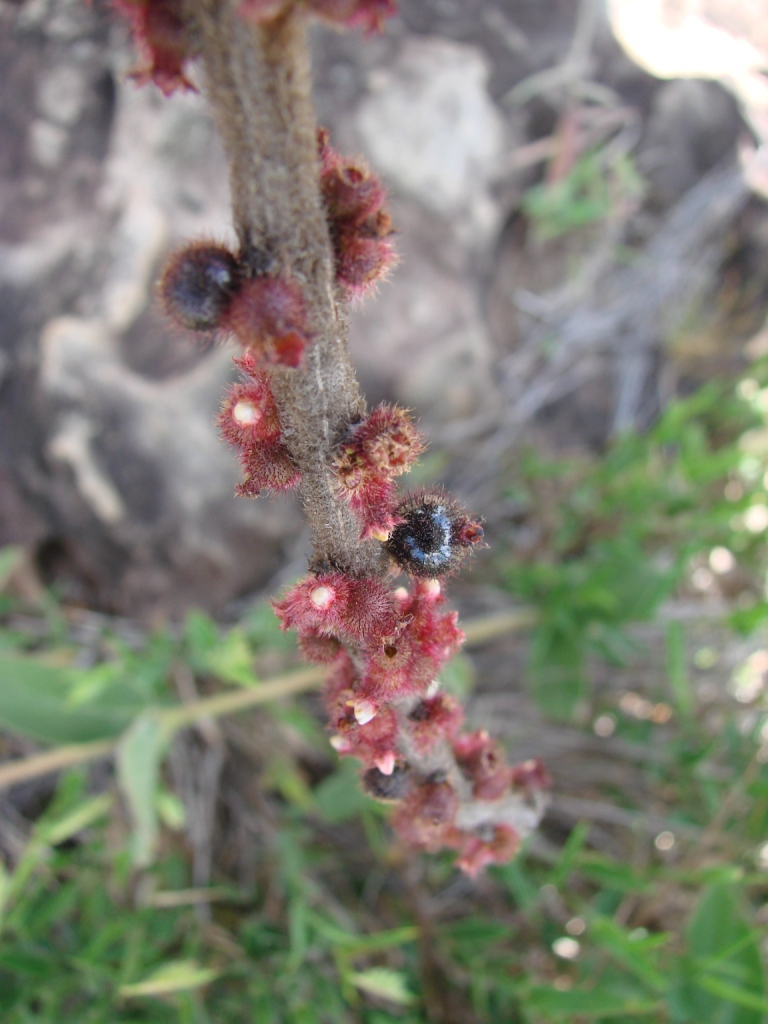
Vista de la planta

## Descripción
Es una planta sufrútice o leñosa, que alcanza un tamaño de hasta 2 m  de altura, a menudo florece cuando son jóvenes y herbáceas, el tallo y follaje denso hirsuto o vellosidades largo; sin pecíolo o de hasta 3 cm de largo, por lo general se manifiestan pero cortos; láminas foliares espesas, lanceoladas  a ampliamente elípticas, comúnmente de 6-12 cm  de largo y alrededor de la mitad de ancho, obtusas a corto acuminado, en la base cuneiforme subcordadas.

## Distribución
Se distribuye por los trópicos de México a Panamá, principalmente a baja altura; muy abundante en las tierras bajas de América del Sur al sur hasta el sur de Brasil y Bolivia.

## Taxonomía
Clidemia rubra fue descrita por (Aubl.) Mart. y publicado en Nova Genera et Species Plantarum . . . 3: 152. 1829.
Sinonimia
- Clidemia rubra var. biacuta (Naudin) Cogn.
- Melastoma rubrum Aubl.
- Sagraea cognata Steud.
- Sagraea rubra (Aubl.) Triana
- Staphidiastrum cognatum (Steud.) Naudin
- Staphidiastrum rubrum (Aubl.) Naudin
- Staphidiastrum rubrum var. biacutum Naudin	[2]